# エリサ・ドノヴァン
エリサ・ドノヴァン（Elisa Donovan、1971年2月3日 - ）は、アメリカ合衆国の女優。ニューヨーク州出身。

## 出演作品
- ＲＥＰＥＡＴ　リピート
- ゼウス プードル救出大作戦!（ベリンダ）
- ゼウスのハロウィン　おばけ屋敷で大騒動
- ゼウス　クリスマスを守った犬
- ＮＣＩＳ　～ネイビー犯罪捜査班 シーズン4
- キッス・アンド・ザ・スキャンダル
- ハリウッド・スキャンダル!
- ロクスベリー・ナイト・フィーバー
- サブリナ（モーガン）
- 原始のウーマン／氷河時代からこんにちは!
- クルーレス